# C2 Proficiency
Il C2 Proficiency, in passato conosciuto come Certificate of Proficiency in English o CPE (Certificato di competenza nella lingua inglese) è il più alto certificato di conoscenza generale della lingua inglese rilasciato da Cambridge Assessment English nel caso di superamento dell'esame omonimo. Nel CEFR (Common European Framework of Reference for Languages o QCER in italiano) il C2 Proficiency è al livello C2, cioè al più alto dei sei livelli. Come importanza viene prima del C1 Advanced.
Il livello di conoscenza dell'inglese di coloro che superano il C2 Proficiency è ritenuto all'incirca equivalente a quello di un madrelingua inglese ben istruito ed è il titolo più ambito per uno studente di inglese. Essere in possesso della certificazione C2 Proficiency significa poter dimostrare di avere perfetta padronanza della lingua inglese ad altissimi livelli, essendo un'attestazione di elevatissima conoscenza della lingua inglese. Prepararsi a quest’esame porta il candidato ad acquisire competenze fondamentali per accedere a corsi e posizioni di alto livello, quali master, dottorati, postgraduate, posizioni manageriali e direzionali. La certificazione dimostra l'abilità di negoziare e persuadere efficacemente a livelli manageriali internazionali, capire a fondo testi complessi e parlare senza difficoltà di argomenti articolati.
Come per tutti gli altri esami di Cambridge, la qualifica, una volta conseguita, non è mai revocata. I singoli istituti (ad esempio università, datori di lavoro, organizzazioni professionali ed enti governativi) possono comunque decidere se accettare o meno una certificazione conseguita da più di due anni, sebbene molti di essi siano disposti ad accettare documenti comprovanti attività di pratica e miglioramento della lingua successive alla data dell’esame.

## Struttura
C2 Proficiency è composto da quattro prove d'esame che coprono tutte le competenze linguistiche chiave (Reading and Use of English, Writing, Listening e Speaking).
La prova di Speaking si svolge faccia a faccia con un esaminatore. I candidati possono scegliere se svolgere le parti di Reading and Use of English, Writing e Listening su un computer o su carta.
1. Reading and Use of English (1 ora e 30 minuti – 40% del punteggio totale)
La prova di Reading and Use of English è divisa in sette parti.
I candidati devono essere in grado di leggere e comprendere una serie di testi diversi, ad es. libri di narrativa e saggistica, riviste, giornali e manuali. Devono dimostrare diversi tipi di abilità di lettura tra cui scrematura, lettura dettagliata, seguire un argomento, coerenza, saper collegare varie parti del testo e ricercare informazioni specifiche.
Le parti da 1 a 4 si concentrano su Use of English e testano le conoscenze di base del vocabolario e della grammatica attraverso esercizi come testi con parole mancanti, di formazione di nuove parole in un dato testo e di riscrittura di frasi.
Le parti da 5 a 7 si concentrano sul Reading e la verifica della comprensione di testi attraverso attività come la scelta multipla, paragrafi con spazi vuoti ed esercizi di abbinamento multiplo.
2. Writing (1 ora e 30 minuti – 20% del punteggio totale)
La prova di Writing è divisa in due parti.
La parte 1 ha una traccia obbligatoria. I candidati sono invitati a scrivere un saggio di circa 240–280 parole che riassuma e valuti i punti chiave contenuti in due testi di circa 100 parole ciascuno.
La parte 2 richiede di scegliere una traccia tra le quattro disponibili. Ai candidati può essere chiesto di scrivere un articolo, una lettera, una relazione o una recensione. Una delle scelte richiede la lettura di un libro e/o visione di un film prestabiliti. Il testo da scrivere è di circa 280-320 parole.
Si viene valutati sulla propria capacità di strutturare e sviluppare idee su un determinato argomento, l'impressione lasciata al lettore, l'uso della lingua e il raggiungimento dello scopo di scrittura.
3. Listening (approssimativamente 40 minuti – 20% del punteggio totale)
La prova di Listening è divisa in quattro parti.
La parte 1 contiene tre registrazioni brevi e non correlate tra di loro, ciascuna della durata di circa 1 minuto e sei domande a risposta multipla da completare.
La parte 2 ha un monologo della durata di 3-4 minuti e nove frasi incomplete. I candidati devono colmare lo spazio vuoto in ogni frase in base alle informazioni contenute nella registrazione.
La parte 3 ha una registrazione con persone che discutono della durata di 3-4 minuti e 5 domande a scelta multipla da completare.
La parte 4 ha cinque brevi monologhi a tema della durata di circa 35 secondi ciascuno e due compiti a corrispondenza multipla. Ogni attività in questa parte contiene 5 domande.
Le registrazioni provengono da una serie di materiali parlati come conferenze, discorsi e interviste. Presentano un linguaggio che un candidato potrebbe incontrare in situazioni di lavoro, all'università o nella vita di tutti i giorni. I candidati devono dimostrare una vasta gamma di capacità di ascolto, come la comprensione dell'essenza di un estratto, la comprensione di informazioni specifiche o l'osservazione delle opinioni, degli atteggiamenti o dei sentimenti di chi parla.
4. Speaking (16 minuti – 20% del punteggio totale)
La prova di Speaking è divisa in tre parti, con una coppia di candidati. Ci sono due esaminatori. Un esaminatore funge sia da interlocutore che da valutatore e gestisce il test ponendo domande e impostando compiti per i candidati. L'altro funge solo da valutatore e non partecipa alla conversazione.
La parte 1 è una breve conversazione con l'esaminatore. L'esaminatore pone una serie di domande che offrono ai candidati l'opportunità di parlare di se stessi.
La parte 2 è un'attività collaborativa con l'altro candidato. L'esaminatore dà ai candidati istruzioni vocali e una o più immagini da guardare. Ogni candidato risponde a una domanda sulla/e foto e quindi intraprende un compito decisionale con l'altro candidato.
La parte 3 è un lungo monologo e una discussione di gruppo. L'esaminatore consegna a un candidato una scheda con una domanda e alcune idee. Il candidato deve parlare per circa 2 minuti da solo. Al termine, all'altro candidato viene chiesto di commentare e l'esaminatore pone una domanda sull'argomento a entrambi i candidati. Questa procedura si ripete con il secondo candidato, quindi l'esaminatore conduce una discussione tra entrambi i candidati.
I candidati devono dimostrare una serie di abilità orali come l'organizzazione dei pensieri, la negoziazione, il discorso esteso e il mantenimento di una discussione con appropriata pronuncia, intonazione e velocità di risposta.

## Punteggio
Tutti i candidati ricevono una dichiarazione dei risultati; coloro che ottengono un punteggio abbastanza alto ricevono anche un certificato.
La dichiarazione e il certificato contengono:
- Un punteggio sulla Cambridge English Scale per ogni sezione (Reading, Use of English, Writing, Listening e Speaking);
- Un punteggio sulla Cambridge English Scale per l'intero esame;
- Un voto (A, B, C, Livello C1) per l'intero esame;
- Un livello CEFR per l'intero esame.

Ogni sezione (Reading, Use of English, Writing, Listening e Speaking) viene valutata in modo differente e contribuisce al punteggio totale per il 20%. Pertanto il voto finale è una media del voto delle varie sezioni. Non è necessario che il candidato raggiunga la sufficienza in ogni sezione, purché la media finale di tutti i punteggi sia di almeno 200.
Il voto è assegnato in base al punteggio ottenuto, secondo la seguente tabella. Le percentuali rappresentano il numero di candidati C2 Proficiency che hanno conseguito il risultato in Italia nel 2017.
| Voto               | Punteggio    | Livello CEFR       | %     |
| ------------------ | ------------ | ------------------ | ----- |
| A (ottimo)         | da 220 a 230 | C2                 | 11,5% |
| B (distinto)       | da 213 a 219 | C2                 | 21,4% |
| C (esame superato) | da 200 a 212 | C2                 | 37,6% |
| Livello C1         | da 180 a 199 | C1                 | 24%   |
| Esame non superato | da 152 a 179 | Nessun certificato | 5,5%  |

L’esame è tarato sul livello C2 ma fornisce riferimenti anche per il raggiungimento di un livello più basso (C1). I candidati che superano l'esame con un punteggio da 200 a 230 ottengono un certificato di livello C2. Con un punteggio inferiore a 200 l'esame non è superato; tuttavia, se il punteggio è di almeno 180, viene rilasciato un certificato di livello C1. Con punteggi dal 152 al 179 l’esame non è superato e non si riceve un certificato. I punteggi inferiori a 152 non sono riportati per questo esame.

## Utilizzo
C2 Proficiency dimostra un'elevata competenza linguistica, è progettato per dimostrare che i candidati di successo padroneggiano l'inglese a un livello eccezionale.
Gli studenti utilizzano questa qualifica per studiare corsi post laurea, condurre progetti di ricerca di alto livello, seminari accademici e comunicare efficacemente a livello dirigenziale e manageriale negli affari internazionali.
Datori di lavoro, università e dipartimenti governativi di tutto il mondo accettano C2 Proficiency come prova del fatto che un candidato di successo può studiare o lavorare al più alto livello di vita professionale e accademica e come indicazione della conoscenza della lingua inglese. Molti istituti di istruzione superiore accettano C2 Proficiency ai fini dell'ammissione. Questi includono università con sede in:
- Australia (es. Università Nazionale Australiana)
- Canada (es. Università di Toronto)
- Francia (es. Ecole Nationale d'Administration)
- Germania (es. Università Ludwig Maximilian di Monaco)
- Hong Kong (es. City University of Hong Kong)
- Italia (es. Università Roma Tre)
- Giappone (es. Università imperiale di Tokyo)
- Paesi Bassi (es. Università di Utrecht)
- Russia (es. Università russa di economia Plechanov)
- Spagna (es. Università Carlos III)
- Svizzera (es. Politecnico federale di Zurigo)
- Regno Unito (es. Università di Cambridge)
- Stati Uniti (es. Università di Harvard).

Un elenco completo delle organizzazioni è accessibile sul sito di Cambridge Assessment English.
C1 Advanced e C2 Proficiency possono essere utilizzati per accedere a corsi di laurea (o superiori) in quasi tutte le università del Regno Unito. Questo perché i candidati che devono richiedere un visto per studiare a livello di laurea o superiore a uno sponsor di livello 4 devono solo soddisfare i requisiti di lingua inglese stabiliti dall'università; non devono sostenere un test dall'elenco UKVI di test di lingua inglese sicuri (test SELT).